# Шухевич Тарас Володимирович

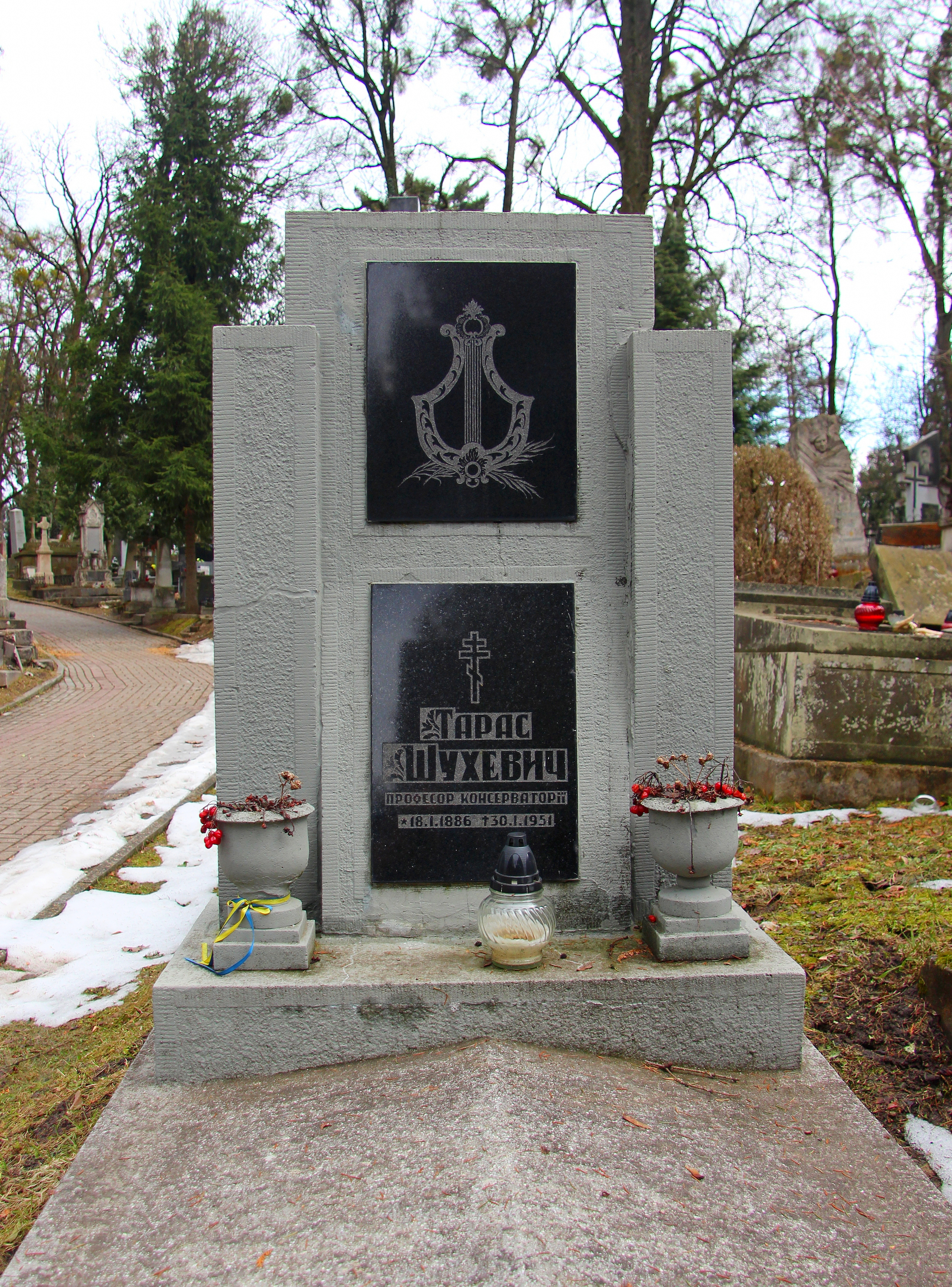

Тарас Шухевич (18 січня 1886, Львів — лютий 1951, Львів) — український піаніст та педагог, представник великого роду, з якого вийшло багато відомих церковних, громадських, музичних та суспільно-політичних діячів Галичини. Дядько та вчитель гри на фортеп'яно генерала Романа Шухевича (Тараса Чупринки) . Зять Карла Бандрівського.

## Життєпис
У 1904 році Тарас закінчив Львівську гімназію і вступив на правничий факультет Львівського університету. Рівночасно навчався у консерваторії Галицького музичного товариства на фортеп'янному факультеті у класі відомого педагога Вілема Курца.
У 1910 році він успішно закінчив обидва навчальні заклади. Після навчання піаніст починає активну концертну діяльність. У його репертуарі почесне місце посідають фортеп'янні твори Лисенка, а також твори сучасних композиторів. У 1909 році він вперше у Львові виконав Прелюдію В. Барвінського та п’єсу “Вечір в Ґренаді” К. Дебюссі. Стиль піаністи відзначався романтичністю, тонким опрацюванням деталей та інтелігентністю виконання.
У період перших концертів Шухевич зустрів своє кохання – Ольгу (Олену) Бандрівську. 17 вересня 1912 року Тарас одружився з Ольгою Бандрівською.
Після весілля молоді поїхали в пошлюбну подорож до Італії і побували в гостині у Соломії Крушельницької, яка мешкала тоді у Віареджо. Повернувшись з Італії, Тарас Шухевич почав працювати як юрист у різних установах, проте робота в цій галузі його не влаштовувала. Його манила праця в царині музичного мистецтва; він хотів реалізувати себе як піаніст і педагог гри на фортеп'яно.
Для підвищення своєї кваліфікації, у 1913 році вступив до Музичної Академії в Берліні. В Німеччині Тарас Шухевич займався у відомого піаніста Ернста Донаньї. За порадою свого педагога давав приватні лекції гри на фортепіано. Проте завершити навчання перешкодила Перша світова війна. Шухевич був мобілізований до австрійського війська та потрапив на італійський фронт.
Після завершення війни, у 1919 році Тарас Шухевич вдруге на два роки виїжджає до Берліна, де приватно займається у професора Карла Барта. Він бере участь у багатьох концертах у Львові та інших містах Галичини, також у Празі, Белграді, Берліні, Мілані. Основу його сольного репертуару складали твори українських композиторів – М. Лисенка, В. Барвінського, М. Колесси; виконує і твори Е. Ґріга, Р. Шумана, К. Дебюссі, К. Сен-Санса, М. де Фальї.
Великим успіхом користувалися виступи Т. Шухевича в складі камерно-інструментальних ансамблів разом із Романом Савицьким, Романом Криштальським, Петром Пшеничкою, Євгеном Перфецьким, а також в ролі концертмейстера зі співаками М. Голинським, Одаркою Бандрівською, С. Федичківською, М. Бошкович-Агатонович та ін.
Він популяризував у Галичині твори сучасних композиторів, був першим виконавцем багатьох фортепіанних опусів В. Барвінського, З. Лиська, М. Колесси, Л. Ревуцького та В. Косенка.
З 1922 року Шухевич в основному присвячує себе педагогічній діяльності. Разом з дружиною викладає фортепіано у Вищому музичному інституті ім. М. Лисенка (1922–1930, 1933–1939 рр.), у 1930–33 працює в польській консерваторії ім. К. Шимановського. Від грудня 1939 року, після реорганізації радянською владою музичних навчальних закладів, Тарас Шухевич – доцент фортепіанного факультету новоствореної Львівської державної консерваторії ім. М. Лисенка, одночасно очолює фортепіанний відділ Львівського музичного училища.
Під час Другої світової війни Тарас Шухевич керував фортеп'янним відділом Державної музичної школи з українською мовою навчання. У післявоєнні роки обійняв посаду професора і завідувача катедри спеціального фортепіано у Львівській консерваторії.
Серед його учнів – Н. Хитрова, Л. Стефанівська, Е. Бурачинський, І. Коць, А. Кос-Анатольський, М. Пшеничка (Загайкевич), О. Нижник-Попіль, Л. Коссак (Баб’юк), І. Соневицький, В. Витвицький, О. Кон, Р. Шухевич (Тарас Чупринка).
У 1950 році Тарас Шухевич звільнився з консерваторії, якій він присвятив більше тридцяти років життя. Причиною звільнення, скоріше за все, був поганий стан здоров’я. Крім того, у 1950-х роках прізвище Шухевича було небажаним у списках викладачів консерваторії. Тарас Шухевич мужньо боровся із хворобою, та, на жаль, хвороба прогресувала. У лютому 1951 року його не стало. Поховали Т. Шухевича на  полі №  4 Личаківського цвинтаря.
Великим успіхом користувалися виступи Т. Шухевича в складі камерно-інструментальних ансамблів разом із Романом Савицьким, Романом Криштальським, Петром Пшеничкою, Євгеном Перфецьким, а також в ролі концертмейстера зі співаками М. Голинським, Одаркою Бандрівською, С. Федичківською, М. Бошкович-Агатонович та ін.